# Per-Erik Åström
Per-Erik Christer Åström, född 16 december 1950 i Örnsköldsvik, är en svensk journalist och fotograf. Åström har arbetat som frilansande dokumentärfilmare, på Sveriges television (SVT) som filmklippare och fotograf, på Riksradion som producent och som redaktör på LO:s informationsenhet. 

## Biografi
Åren 1990–1999 arbetade Åström som pressansvarig på riksförbundet Rädda Barnen. 
Under åren 2000–2006 var han operativt ansvarig för Rädda Barnens Hotline, ett arbete med avsikt att stoppa och störa den barnpornografiska trafiken på Internet. Under denna tid gav han ut boken Barnpornografi på Internet: bortom all tolerans, och deltog i debatten om möjliga åtgärder för att motverka barnporr på nätet.
Åren 2006–2011 var han kommittésekreterare i den statliga svenska utredningen om vanvård i den sociala barnavården. Sedan våren 2015 är Per-Erik Åström anställd hos Den Nationella samordnaren mot våldsbejakande extremism på regeringskansliet.
Som anställd på SVT arbetade Åström främst med nyheter och samhällsreportage. I samarbete med filmaren Brita Landoff, och med stöd av Svenska Filminstitutet,  gjorde Åström bland annat dokumentärfilmerna ”Bara Städerskor”, ”När galler faller" och ”Vauk och fåglarna”. 
Som radioproducent på Riksradion gjorde han bland annat underhållningsserien ”Jaguaren” och programserien ”Vändpunkter”, 
Åström har även haft flera fotografiska utställningar genom åren, bland annat som deltagare i Fotografiskas Höstsalong 2014 i Stockholm och en separatutställning  – ”Vid himlens rand” –  på Konsthallen i Härnösand, hösten 2015. Under 2016–2017 har Åström även deltagit i flera andra utställningssammanhang, bland annat på Galleri Korn i Stockholm.
Under 2017 gav han tillsammans med författaren Doris Dahlin ut boken "I väntan på besked, flyktingar berättar", där Åström stått för bilderna. Boken handlar om asylsökandes livssituation i väntan på uppehållstillstånd eller avslag.
Åström var Sommarpratare i P1 den 27 juni 1988.

### Familj
Per-Erik Åström är bosatt i Stockholm. Han är gift och har tre barn. 